# Lusio Quieto
Lusio Quieto (latino: Lusius Quietus; Mauretania, 70 circa – 118) è stato un militare berbero naturalizzato romano.
Era principe di una tribù della Mauretania mai conquistata dai Romani. Il suo omonimo padre fu un fedele alleato di Roma negli anni che seguirono la conquista e trasformazione in provincia della Mauretania Tingitana (41-46), tanto da meritarsi la cittadinanza romana.

## Biografia
Lusio servì nelle file degli auxilia, come prefetto di un'ala di Mauri, prima di venire allontanato dal servizio con ignominia da parte di Domiziano.
Tornato in servizio, è ricordato soprattutto per le sue imprese militari durante il principato di Traiano, prima nel corso della conquista della Dacia degli anni 101-106, e poi nel corso delle campagne partiche degli anni 114-117. In Dacia sono ricordate le sue imprese a capo della cavalleria leggera dei Mauri, mentre in Mesopotamia, Lusio si distinse particolarmente per aver conquistato Nisibis e saccheggiato Edessa, capitale dell'Osroene, oltre ad aver represso una rivolta di Giudei in Mesopotamia (seconda guerra giudaica).
Sotto Traiano divenne prima senatore, con la formula adlectus inter praetorios, poi nel 117 console, e subito dopo legato della Siria-Palestina.
L'anno seguente (118), fu però accusato da Attiano, prefetto del pretorio ed ex tutore di Adriano, di aver ordito una congiura ai danni del Princeps, insieme a tre complici.
Assente da Roma l'imperatore, i quattro furono sottoposti a un sommario processo in absentia conclusosi con la condanna a morte.
Lusio Quieto, braccato, ebbe la medesima sorte degli altri: rintracciato mentre era in viaggio, si vide inflitta una sommaria esecuzione sul posto.
È probabile che i quattro fossero semplicemente oppositori della rinunciataria politica imperiale sul limes orientale.
Adriano avrebbe preso energicamente le distanze da questo oscuro episodio che segnò negativamente il suo esordio e i rapporti con il senato. Anche nella sua perduta autobiografia ne avrebbe attribuita ogni responsabilità ad Attiano, poi rimosso dalla carica.